# Transizione rotazionale
In fisica quantistica una transizione rotazionale è un brusco cambiamento del momento angolare. Il momento angolare di una particella quantistica è quantizzato, intendendo con ciò che può assumere solo certi valori discreti che corrispondono a differenti stati di energia rotazionale. Quando una particella perde momento angolare, si dice che è passata ad uno stato più basso di energia rotazionale. Similarmente, quando una particella guadagna momento angolare, si dice che è avvenuta una transizione rotazionale positiva.
Le transizioni rotazionali sono importanti in fisica a causa delle linee spettrali uniche che producono. Poiché esiste un guadagno netto di energia durante una transizione, deve essere assorbita o emessa della radiazione elettromagnetica di una particolare frequenza. Questa forma linee spettrali ad una frequenza che può essere rilevata con uno spettrometro, come nella spettroscopia Raman o nella spettroscopia IR o nella spettroscopia a microonde.

## Regole di selezione e transizioni spettroscopiche
Le transizioni rotazionali permesse sono quelle con ΔJ=±1 dove J è il numero quantico rotazionale e ΔJ=±2 per le transizioni Raman.
Perché le transizioni siano visibili in uno spettro a microonde le molecole devono avere momento di dipolo permanente. Perché siano visibili in uno spettro IR le transizioni rotazionali devono generare un momento di dipolo di transizione. Perché siano visibili in uno spettro Raman le molecole devono essere polarizzabili anisotropicamente.

## Transizione vibrorotazionale
Le transizioni vibrazionali si osservano spesso insieme a quelle rotazionali: infatti una transizione vibrazionale cambia la lunghezza di legame di equilibrio e di conseguenza il momento angolare della particella provocando una transizione rotazionale: si parla di transizione vibrorotazionale.